# Озеро «Ворона» (пам'ятка природи)
Озеро «Ворона» — гідрологічна пам'ятка природи місцевого значення в Україні. Розташована у межах Комарівської громади Ніжинського району Чернігівської області, поблизу с. Сидорівка. Перебуває у користуванні Ховмівської сільської ради.
Площа 5 га. Статус присвоєно згідно з рішенням Чернігівського облвиконкому від 27.04.1964 року № 236; від 10.06.1972 року № 303; від 27.12.1984 року № 454; від 28.08.1989 року № 164; від 31.07.1991 року № 159.
Мальовниче озеро з типовими ценозами прибережно водної і водної рослинності, оточене лісом.